# Штайнхаузен, Генрих
Генрих Штайнхаузен (1836—1917) — немецкий писатель, пастор.

## Биография
Родился 27 июля 1836 года в Сорау. Его отец — старший штабной врач 8-го пехотного полка Фридрих Август Вильгельм Штайнхаузен (20.10.1800 — 15.07.1855), мать Августа Генриетта Нафтали (5.11.1804 — 6.1.1870). Его братом был художник Вильгельм Штайнхаузен (1845—1924).
Получив в Сорау среднее образование, стал изучать теологию и филологию в Берлине и Гёттингене. Затем преподавал в кадетских училищах в Потсдаме и Берлине. Был рукоположен в священники 1 ноября 1868 года. Был пастором в Блютене близ Карштедта, в 1875 году — в Линдове, в 1883 году — в Битце близ Креммена, в 1896 году — в Подельциге.
Вышел в отставку 1 октября 1906 года.
Был деятельным сотрудником консервативной газеты «Reichsbote».
Написал ряд романов, из которых более известны: «Irmela» (Leipzig, 1881); «Gevater Tod im Armenhause. Mr. Bob Jenkins Abenteuer» (Berlin, 1882); «Markus Zeisleins grosser Tag» (Barmen, 1883); «Der Korrektor» (Leipzig, 1885); «Die neue Bizarde, oder Hermann Hinderichs des Jüngeren verfehlter Beruf» (Wittenberg, 1890); «Herr Moffs kauft sein Buch» (Berlin, 1891); «Geschichte Wendelins von Langenau» (1893); «Entsagen und Finden» (1898); «Heinrich Zwiesels Aengste» (Berlin, 1899). Также обратила на себя внимание его направленная против романов Эберса брошюра: «Memphis in Leipzig» (1880).
Умер 26 мая 1917 года в Шёнайхе.